# Bức tường Berlin
Bức tường Berlin (tiếng Đức: Berliner Mauer) từng được chính phủ nước Cộng hòa Dân chủ Đức gọi là "Tường thành bảo vệ chống phát xít" (tiếng Đức: Antifaschistischer Schutzwall) và bị người dân nước Cộng hoà Liên bang Đức gọi là "Bức tường ô nhục" là một phần của biên giới nội địa Đức và đã chia cắt phần Tây Berlin của Tây Đức với phần phía Đông của thành phố và với lãnh thổ của nước Cộng hòa Dân chủ Đức bao bọc chung quanh Tây Berlin từ ngày 13 tháng 8 năm 1961 đến ngày 9 tháng 11 năm 1989. Bức tường này là một trong những biểu tượng nổi tiếng nhất của cuộc Chiến tranh Lạnh và của việc chia cắt nước Đức. Khoảng 5000 người đã tìm cách vượt qua bức tường để sang Tây Berlin. Số người bị thiệt mạng khi vượt tường nằm trong khoảng từ 86 đến 200 người.

## Lịch sử

### Bối cảnh
Sau khi Chiến tranh thế giới thứ hai chấm dứt, nước Đức bị chia thành bốn vùng chiếm đóng theo Hội nghị Yalta, do các nước Đồng Minh (Mỹ, Liên Xô, Anh và Pháp) kiểm soát và quản lý. Berlin từng là thủ đô của Đức Quốc xã, cũng bị chia làm bốn khu vực tương tự như nước Đức. Cùng lúc đó cuộc Chiến tranh Lạnh giữa Liên Xô và các nước tư bản cũng đã bắt đầu trên nhiều phương diện khác nhau. Berlin trở thành trung tâm của cuộc chiến giữa các cơ quan tình báo của cả hai phe. Trong năm 1948 Cuộc phong tỏa Berlin của Liên Xô là một trong những cuộc khủng hoảng lớn đầu tiên trong Chiến tranh Lạnh.
Trong năm 1949, khi nước Cộng hòa Liên bang Đức (Tây Đức) được thành lập trong ba vùng chiếm đóng ở phía tây và ngay sau đó là nước Cộng hòa Dân chủ Đức (Đông Đức) được thành lập trong vùng chiếm đóng của Liên Xô, biên giới bắt đầu được cả hai bên tăng cường củng cố và canh phòng. Hai quốc gia được thành lập đã tạo nền tảng cho việc chia cắt nước Đức về chính trị. Đầu tiên, chỉ có cảnh sát biên phòng và lực lượng quân đội biên phòng được giao nhiệm vụ canh gác giữa Đông Đức và Tây Đức, sau đó Đông Đức bắt đầu xây dựng nhiều rào chắn. Về mặt hình thức, Berlin mang thể chế của một thành phố bao gồm bốn khu vực và là thành phố phi quân sự đối với quân đội Đức, đồng thời cũng là một thành phố độc lập so với cả hai quốc gia Đức – những điều này thật ra không còn giá trị trong thực tế. Trên nhiều phương diện, Tây Berlin gần như mang thể chế của một tiểu bang, thí dụ như việc có đại diện (nhưng không có quyền bỏ phiếu) trong Quốc hội Liên bang Đức (Bundestag). Đi ngược lại hiệp định đã được ký kết, Đông Berlin trở thành thủ đô của nước Đông Đức.
Khi cuộc Chiến tranh Lạnh leo thang dẫn đến nhiều việc như cấm vận kỹ thuật cao COCOM cho khối Đông Âu, chiến tranh ngoại giao liên tục và đe dọa về quân sự, phía Đông đã tăng cường đóng kín biên giới. Vì thế biên giới này không đơn thuần là biên giới giữa hai phần nước Đức mà đã trở thành biên giới giữa Hội đồng Tương trợ Kinh tế và Cộng đồng châu Âu, giữa khối NATO và khối Warszawa, tức là giữa khối Tư bản Chủ nghĩa và khối Xã hội Chủ nghĩa.

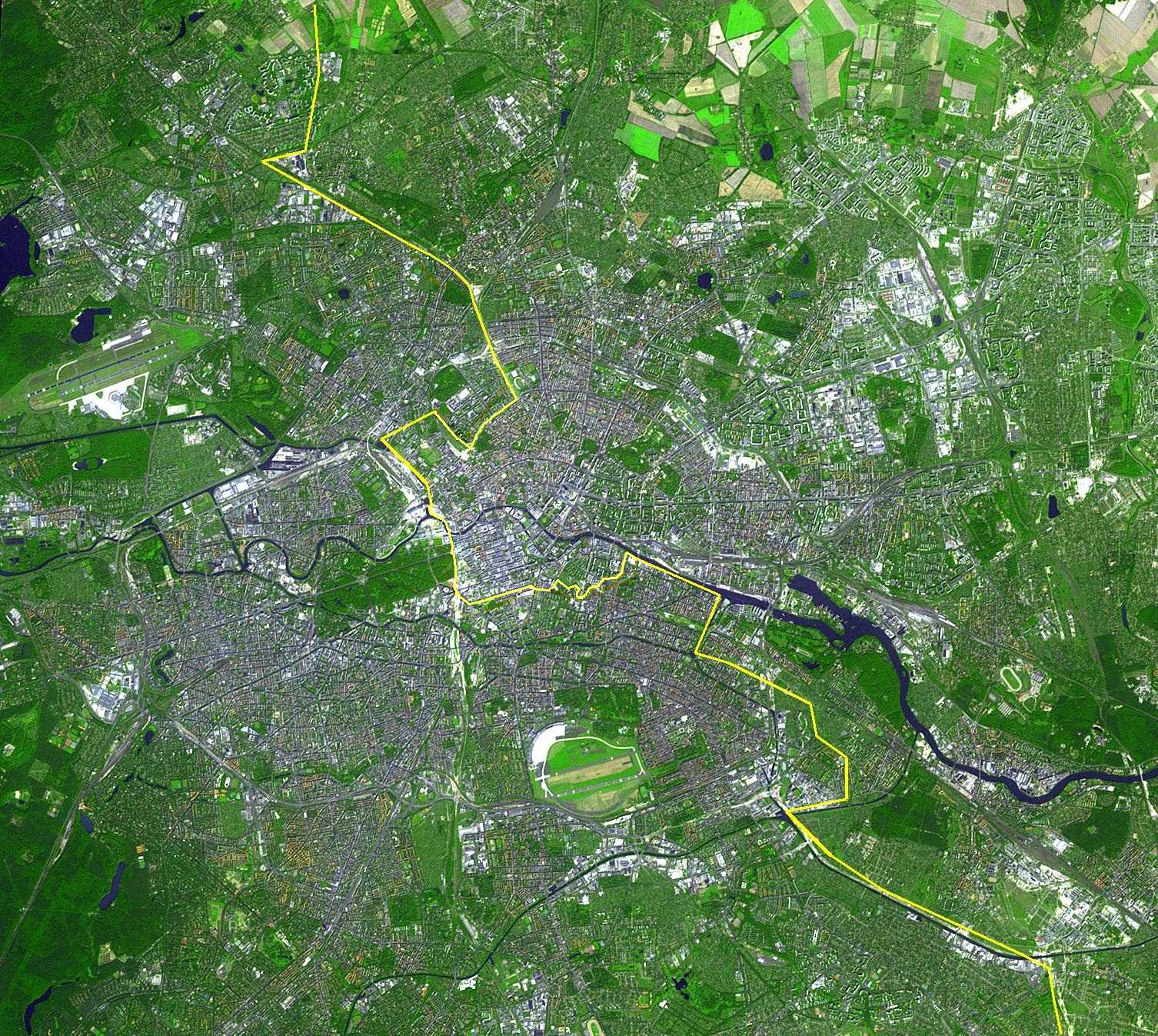
Vị trí Bức tường Berlin trên ảnh chụp từ vệ tinh

Từ khi Đông Đức được thành lập, người Đông Đức chạy sang Tây Đức ngày càng nhiều. Bắt đầu từ năm 1952 biên giới giữa hai nước Đức được bảo vệ bằng hàng rào và có lực lượng canh phòng. Một khu vực cấm dọc theo biên giới có chiều ngang 5 km được thành lập, người dân chỉ được phép đi vào khi có giấy phép đặc biệt – thông thường là chỉ cho những người dân cư trong vùng. Về hướng biên giới là một dải đất bảo vệ rộng 500m và tiếp theo ngay sau đó, trực tiếp cạnh biên giới, là một giải đất canh phòng có chiều ngang 10 m. Ngược lại, ranh giới của các khu vực chiếm đóng giữa Tây Berlin và Đông Berlin lại vẫn còn bỏ ngỏ, vì thế mà gần như không thể kiểm soát được và trở thành một lỗ hổng để người dân chạy qua Tây Berlin. Từ 1949 cho đến 1961 khoảng 2,6 triệu người đã rời bỏ Đông Đức và Đông Berlin, trong số đó vẫn còn 47.433 người chạy trốn chỉ riêng trong hai tuần đầu của tháng 8 năm 1961. Ngoài ra Tây Berlin cũng là cửa ngỏ đi đến phương Tây cho nhiều người Ba Lan và Tiệp Khắc. Vì những người này thường là những người trẻ tuổi và được đào tạo tốt nên việc di dân này là mối đe dọa cho sức mạnh kinh tế của Đông Đức và cuối cùng là cho sự tồn tại của quốc gia này.
Thêm vào đó khoảng 76.000 người dân Đông Berlin tuy hằng ngày làm việc ở Tây Berlin nhưng lại sinh sống và cư ngụ dưới những điều kiện rẻ tiền hơn ở Đông Berlin hay ở những vùng ngoại thành Berlin. Vào ngày 4 tháng 8 năm 1961 Hội đồng thành phố Berlin (Đông) ban quy định bắt buộc những người này phải đăng ký và phải trả tiền nhà cũng như những phí tổn phụ (điện, nước) bằng tiền Deutsche Mark của Tây Đức. Trước khi bức tường được xây dựng, lực lượng Công an Nhân dân của Đông Đức trong Đông Berlin cũng đã kiểm soát nghiêm ngặt các con đường và phương tiện giao thông đi qua phần phía tây của thành phố để ngăn chặn những người "chạy trốn cộng hòa" và "buôn lậu". Ngoài ra, nhiều người ở Tây Berlin và người Đông Berlin nhưng làm việc tại Tây Berlin đã dùng tiền Mark Đông Đức được đổi với giá rẻ trên thị trường ngoại tệ chợ đen – tỷ giá hối đoái thời điểm đấy là 1:4 – để mua lương thực thực phẩm tương đối rẻ và các hàng hóa tiêu dùng cao cấp ít ỏi ở Đông Berlin. Qua đó hệ thống kinh tế theo chế độ kinh tế kế hoạch của Đông Đức lại càng suy yếu đi. Bức tường được xây dựng để phục vụ cho ý định của những người cầm quyền Đông Đức, đóng kín cửa biên giới để chấm dứt cái được gọi một cách bình dân là "bỏ phiếu bằng chân" – rời bỏ "quốc gia công nông xã hội chủ nghĩa".

### Xây dựng bức tường
Bức tường được xây dựng theo chỉ thị của lãnh đạo Đảng Xã hội Chủ nghĩa Thống nhất Đức (Sozialistische Einheitspartei Deutschlands - SED), dưới sự bảo vệ và canh phòng của lực lượng Công an Nhân dân và Quân đội Nhân dân Quốc gia – trái với những lời cam đoan của Chủ tịch Hội đồng Nhà nước của Đông Đức, Walter Ulbricht, người trong một cuộc họp báo quốc tế tại Đông Berlin vào ngày 15 tháng 6 năm 1961 đã trả lời câu hỏi của nữ nhà báo Tây Đức Annamarie Doherr:
"Tôi hiểu câu hỏi của bà là có những người ở Tây Đức muốn chúng tôi huy động công nhân xây dựng của thủ đô nước Đông Đức để lập nên một bức tường. Tôi không biết có một ý định như thế vì những người công nhân xây dựng của thủ đô đã dốc toàn lực của họ để xây chủ yếu là nhà dân cư. Không một ai có ý định dựng lên một bức tường cả!"
Vì thế mà Ulbricht chính là người đầu tiên sử dụng khái niệm bức tường trong việc này – hai tháng trước khi bức tường được dựng lên.

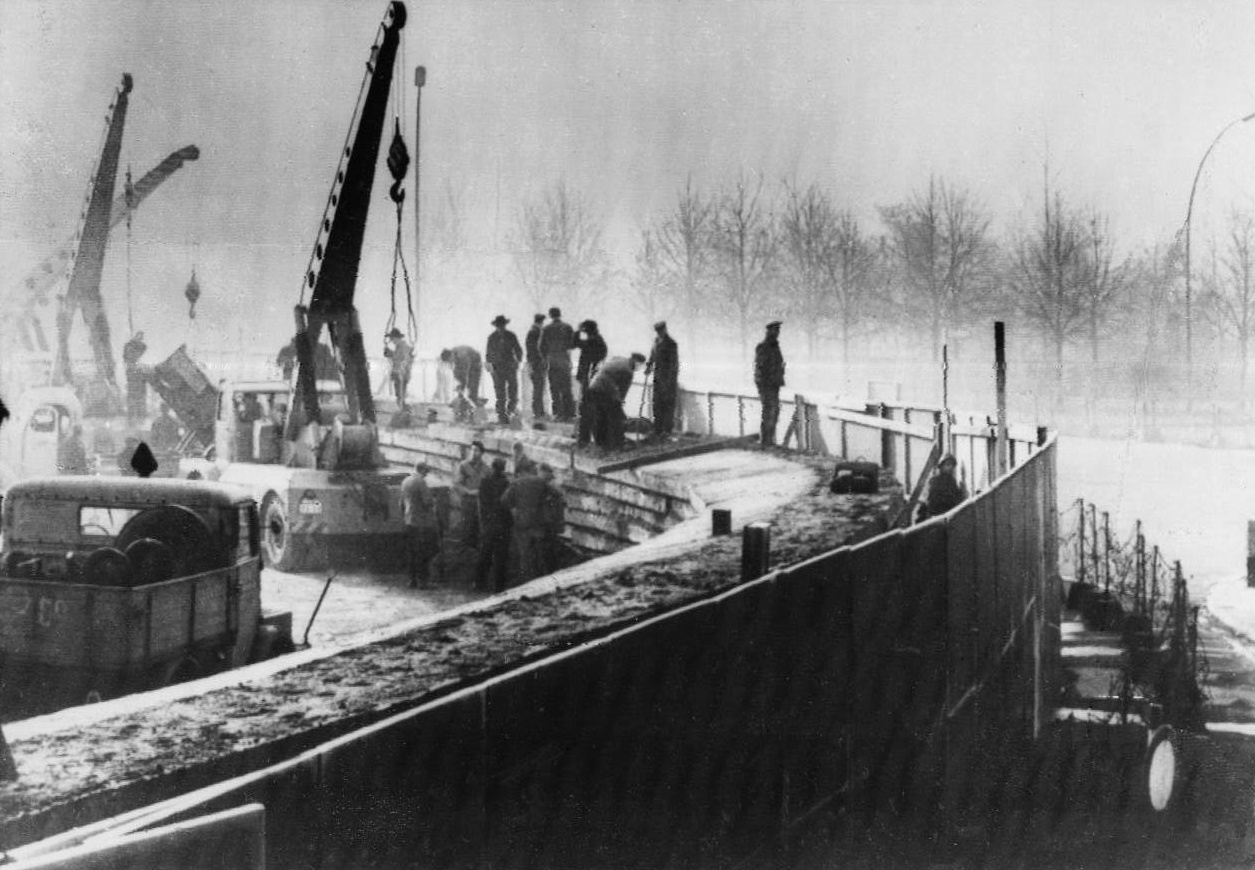
Công nhân Đông Đức đang xây dựng Bức tường Berlin (20 tháng 11 năm 1961)

Tuy quân đội Đồng Minh phía Tây đã có thông tin về kế hoạch của "những biện pháp cứng rắn" nhằm để phong tỏa Tây Berlin thông qua những người tin cậy, nhưng họ vẫn ngạc nhiên về thời điểm cụ thể và quy mô của rào cản này. Do quyền ra vào Tây Berlin không bị cắn xén nên phương Tây đã không can thiệp bằng quân sự. Cơ quan tình báo Liên bang Đức (Bundesnachrichtendienst - BND) cũng đã nhận được nhiều thông tin tương tự ngay từ giữa tháng 7. Sau khi Ulbricht viếng thăm Nikita Sergeyevich Khrushchyov trong thời gian của cuộc họp cấp cao các nước trong khối Warszawa tại Moskva từ 3 tháng 8 đến 5 tháng 8, báo cáo hằng tuần của BND vào ngày 9 tháng 8 đã ghi lại:
"Thông tin cho thấy chế độ Pankow đang cố gắng đạt được sự đồng ý của Mátxcơva để tiến hành nhiều biện pháp ngăn cản có hiệu quả hơn – thuộc vào trong số đó đặc biệt là việc thắt chặt biên giới của các khu vực chiếm đóng ở Berlin và làm gián đoạn giao thông tàu điện ngầm và tàu nhanh ở Berlin. [...] còn phải chờ xem liệu Ulbricht [...] ở Moskva [...] có khả năng đạt được các yêu cầu về việc này hay không và đạt được đến đâu."
Trong tuyên bố của các quốc gia thành viên trong hội nghị của khối Warszawa đã có lời đề nghị "phải chặn đứng các hoạt động phá hoại ngấm ngầm chống lại các nước phe xã hội chủ nghĩa tại biên giới Tây Berlin và phải đảm bảo canh gác và kiểm soát có hiệu quả vùng Tây Berlin." Vào ngày 11 tháng 8 Quốc hội của Đông Đức chấp thuận kết quả của hội nghị Moskva và ủy nhiệm cho Hội đồng Bộ trưởng tiến hành tất cả các biện pháp tương ứng. Vào ngày 12 tháng 8 Hội đồng Bộ trưởng quyết định sử dụng các "lực lượng vũ trang" để canh phòng biên giới với Tây Berlin và để xây dựng rào chắn biên giới.

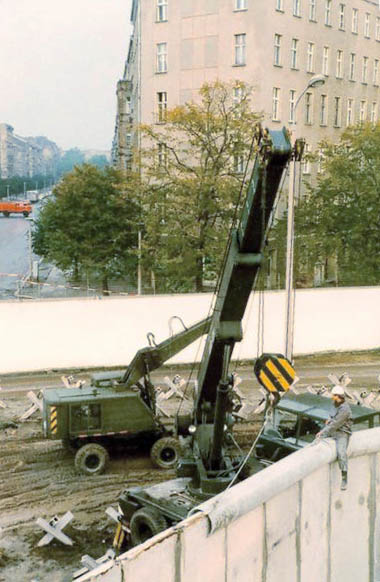
Hoàn tất phần trên cùng của Bức tường Berlin tại đường Bernau (1980)

Trong ngày thứ Bảy 12 tháng 8 BND nhận được thông tin từ Đông Berlin, rằng "vào ngày 11 tháng 8 năm 1961 đã có cuộc họp các bí thư của các nhà xuất bản thuộc Đảng và các cán bộ Đảng khác tại Ủy ban Trung ương Đảng Xã hội Chủ nghĩa Thống nhất Đức. Tại đấy, ngoài những việc khác là tuyên bố: [...] Do tình hình dòng người di tản tăng liên tục, việc khóa kín phần phía đông của Berlin và khu vực chiếm đóng phía đông cần phải thực hiện trong những ngày sắp đến – một thời điểm cụ thể không được nêu ra – chứ không như theo kế hoạch là đến 14 ngày nữa."
Trong đêm 12 rạng sáng ngày 13 tháng 8 năm 1961 Quân đội Nhân dân Quốc gia, 5.000 người của Cảnh sát biên phòng (tiền thân của Lực lượng Biên phòng sau này), 5.000 người thuộc Công an Nhân dân và 4.500 người thuộc lực lượng công nhân vũ trang bắt đầu phong tỏa các đường bộ và đường sắt dẫn đến Tây Berlin. Quân đội Xô Viết được đặt trong tình trạng báo động và hiện diện tại các cửa khẩu biên giới của Đồng Minh. Tất cả các liên kết giao thông còn tồn tại giữa hai phần Berlin đều bị gián đoạn.
Erich Honecker vào thời điểm đó dưới cương vị là bí thư trung ương Đảng về an ninh đã nhân danh ban lãnh đạo Đảng chịu trách nhiệm chính trị về việc lên kế hoạch và thực hiện việc xây bức tường. Cho đến tháng 9 năm 1961, chỉ riêng từ lực lượng canh phòng đã có 85 người đào ngũ sang Tây Berlin, ngoài ra là 216 lần chạy trốn thành công của tổng cộng 400 người. Một số bức ảnh nổi tiếng chụp những người chạy trốn được thả xuống từ các ngôi nhà lân cận bằng dây làm từ tấm vải trải giường hay của người cảnh sát biên phòng trẻ tuổi Conrad Schumann đang chạy qua hàng rào kẽm gai trên đường Bernau (Bernauer Straße).

### Phản ứng của Tây Đức

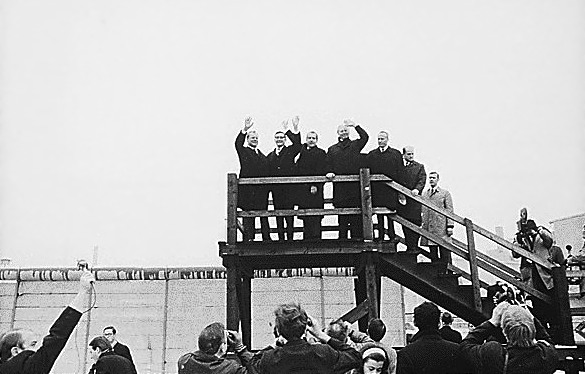
Richard Nixon tại Bức tường Berlin, 1969

Ngay trong cùng ngày Thủ tướng Liên bang Konrad Adenauer đã kêu gọi qua đài phát thanh yêu cầu người dân hãy bình tĩnh và thận trọng, nhắc đến việc sẽ phối hợp cùng với lực lượng Đồng Minh để có phản ứng tiếp theo. Mãi hai tuần sau khi bức tường được xây dựng ông mới viếng thăm Tây Berlin. Chỉ riêng thị trưởng Berlin đương nhiệm Willy Brandt đã cực lực phản đối, nhưng cuối cùng ông cũng bất lực trước việc xây bức tường bao quanh Tây Berlin chia cắt thành phố. Ngay trong năm đó, các tiểu bang Tây Đức đã thành lập Trung tâm Thu thập của Hành chánh Tư pháp Tiểu bang (Zentrale Erfassungsstelle der Landesjustizverwaltungen) tại Salzgitter để ghi nhận lại các vi phạm về quyền con người trên lãnh thổ Đông Đức. Vào ngày 16 tháng 8 năm 1961 Willy Brandt và 300.000 người dân Tây Berlin đã biểu tình trước Tòa thị chính Schöneberg.

### Phản ứng của Đồng Minh
Đồng Minh phía tây phản ứng rất chậm chạp: mãi 20 tiếng sau đó, lực lượng quân sự mới xuất hiện tại biên giới. Sau 40 tiếng một bức thư mới được gửi đến Ban chỉ huy quân sự Xô Viết Berlin, và mãi đến 72 tiếng sau đó, để cho đầy đủ về mặt hình thức, các phản đối mang tính ngoại giao của phe Đồng Minh phía Tây mới được gửi đến Moskva. Có nhiều tin đồn cho rằng trước đó Liên bang Xô Viết đã bảo đảm với phe Đồng Minh phía tây là Liên bang Xô Viết sẽ không đụng chạm đến quyền lợi của họ ở Tây Berlin. Trên thực tế, từ kinh nghiệm của Cuộc phong tỏa Berlin, trong mắt của Đồng Minh phía Tây thể chế của Tây Berlin luôn luôn bị đe dọa – việc xây bức tường giờ đây chính là tuyên ngôn bằng hiện vật của nguyên trạng đương thời, cái mà giờ đây chỉ được xây nền tảng bằng bê tông theo đúng nghĩa đen của nó. Có thể thấy rõ rằng Liên bang Xô Viết đã từ bỏ yêu cầu về một thành phố Berlin "tự do", phi quân sự được thể hiện trong tối hậu thư của Khrushchyov năm 1958.
Phản ứng quốc tế năm 1961:

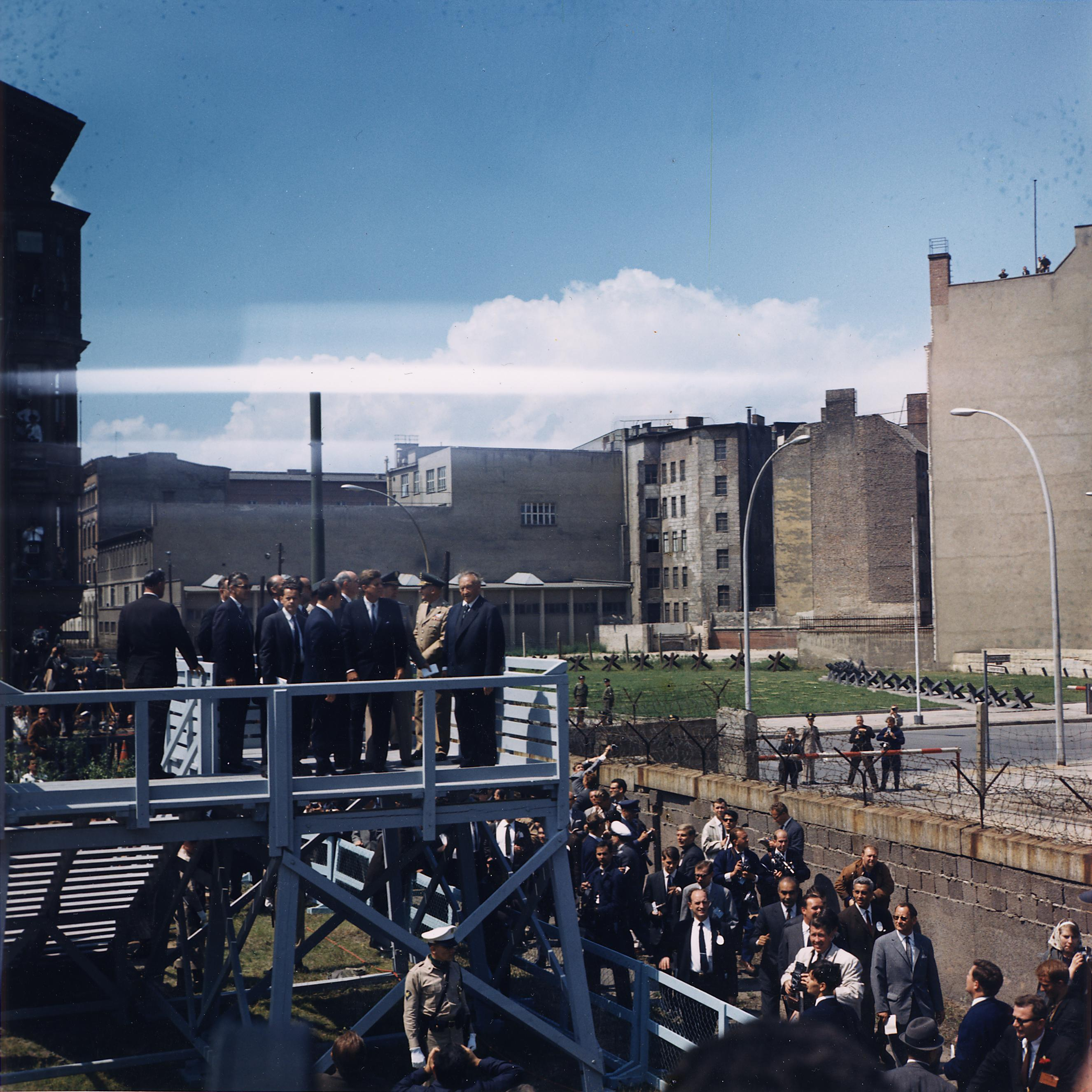
Kennedy và Thủ tướng CHLB Đức, Konrad Adenauer tại Checkpoint Charlie, 1963

- "Một giải pháp không hay lắm nhưng vẫn tốt hơn chiến tranh hằng ngàn lần." John F. Kennedy, Tổng thống Mỹ.
- "Người Đông Đức chặn dòng người tỵ nạn lại và cố thủ sau một bức màng sắt dày hơn. Điều đấy không có gì là phạm pháp cả." Harold Macmillan, Thủ tướng Anh.

Tuy vậy Tổng thống John F. Kennedy cũng đã đứng sát cạnh với "thành phố tự do" Berlin. Ông gửi thêm lực lượng quân sự gồm 1.500 người đến Tây Berlin và tái động viên tướng Lucius D. Clay. Vào ngày 19 tháng 8 năm 1961 Clay và Phó Tổng thống Lyndon B. Johnson đến thăm Berlin.
Một cuộc chạm trán trực tiếp có vẻ nguy hiểm giữa quân đội Mỹ và Xô Viết xảy ra vào ngày 27 tháng 10 năm 1961 tại Checkpoint Charlie trên đường Friedrich (Friedrichstraße) khi 10 chiếc tăng mỗi bên đã đỗ đối diện nhau ngay trước vạch ranh giới. Thế nhưng vào ngày hôm sau cả hai nhóm tăng đều được rút về. Cả hai phe đều không muốn vì Berlin mà cuộc Chiến tranh Lạnh sẽ leo thang hay cuối cùng là đi đến một cuộc chiến tranh hạt nhân.
Ngày 26 tháng 6 năm 1963, Tổng thống Kennedy đã đến thăm và trong một bài phát biểu sôi nổi trước Bức tường Berlin, ông nói "Tây Berlin là một biểu tượng của tự do trong một thế giới bị đe dọa bởi chiến tranh lạnh", "Tất cả những người tự do, dù sống tại bất cứ nơi nào, đều là công dân của Berlin, và do đó, như là một người dân tự do, tôi tự hào trong (khi nói) các từ ngữ Ich bin ein Berliner (tôi là một người Berlin)" , và ông cũng nói: 
| “ | Tự do có nhiều khó khăn và dân chủ không phải là tuyệt hảo. Nhưng chúng tôi không bao giờ phải dựng lên một bức tường để giữ lại những người dân của chúng tôi - để ngăn cản họ rời bỏ chúng tôi | ” |

### Đất nước bị chia cắt

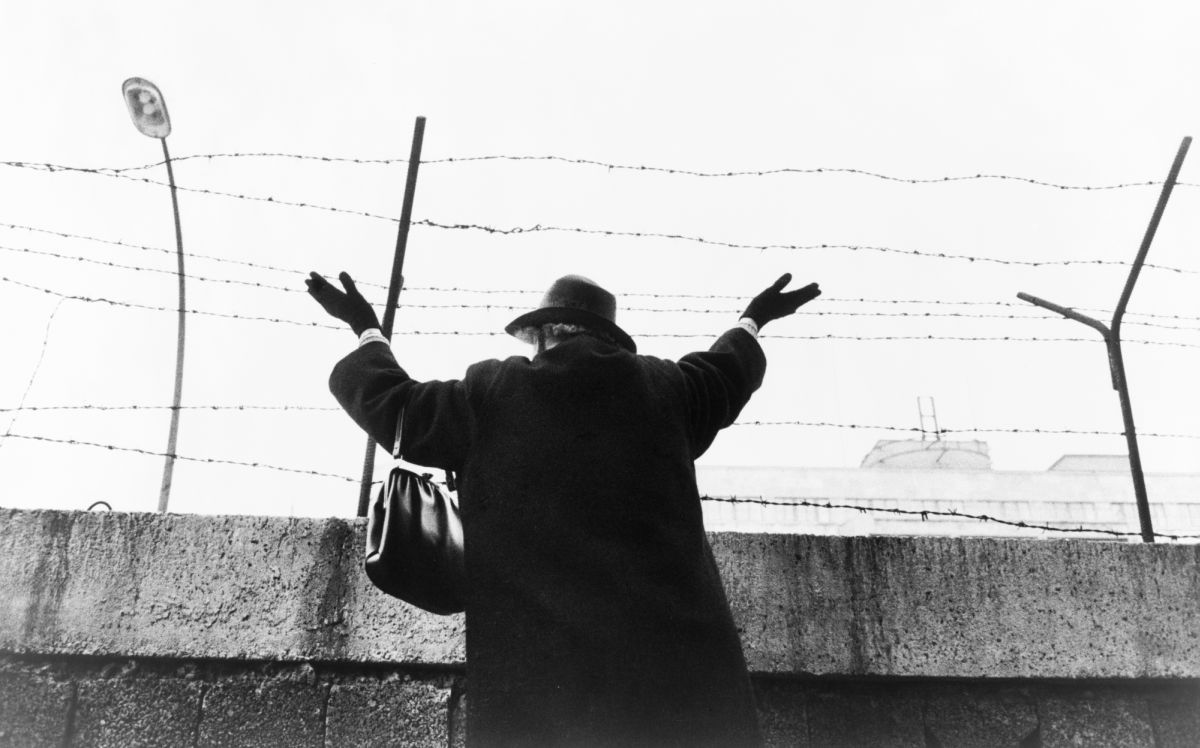
Một người phụ nữ ở Tây Berlin vẫy tay chào người thân sau 3 tiếng chờ đợi, 1961

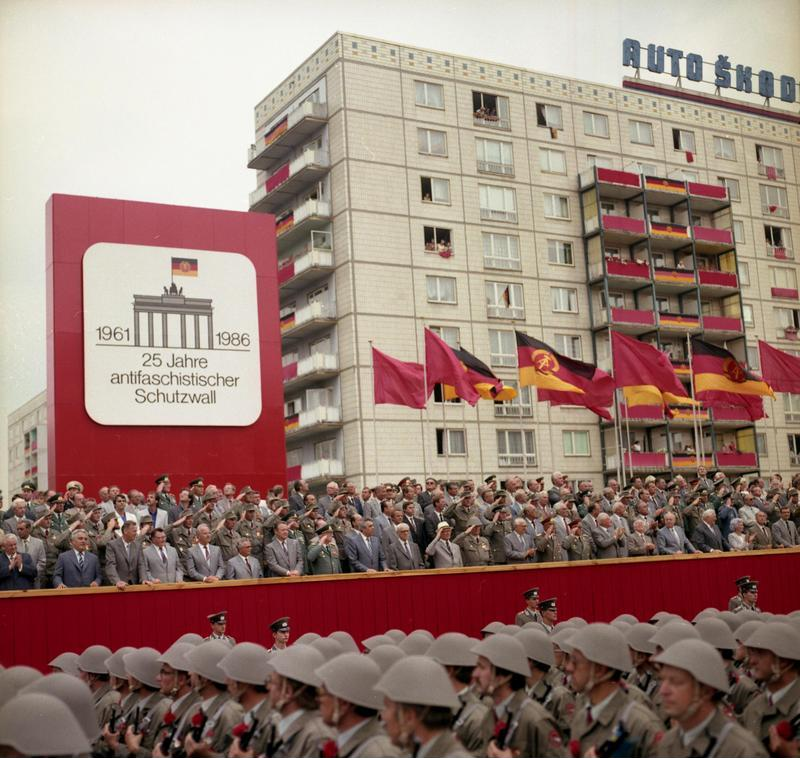
Diễu hành tuyên truyền của Đông Đức, nhân kỷ niệm 25 năm dựng "bức tường thành chống phát xít" (antifaschistischer Wall), 13 tháng 8 năm 1986

Từ ngày 1 tháng 6 năm 1952 dân cư trong Tây Berlin không còn được phép tự do vào Đông Đức. Sau nhiều cuộc thương lượng kéo dài Hiệp định giấy thông hành (Passierscheinabkommen) được ký kết năm 1963, tạo điều kiện cho hằng trăm ngàn người Tây Berlin thăm viếng họ hàng trong phần phía đông của thành phố vào dịp cuối năm.
Bắt từ đầu thập niên 1970 với chính sách tiếp cận giữa Đông Đức và Tây Đức do Willy Brandt và Erich Honecker mở đầu, biên giới của hai quốc gia được mở rộng hơn một ít. Đông Đức bắt đầu cho phép đi du lịch dễ dàng hơn, đặc biệt là cho những nhóm người "phi sản xuất" như những người đang nghỉ hưu và cho phép công dân Tây Đức thăm viếng một cách đơn giản hơn từ những vùng gần biên giới. Một quyền tự do du lịch rộng rãi bị Đông Đức gắn liền với việc công nhận thể chế là một quốc gia độc lập và với yêu cầu trao trả các công dân Đông Đức đi du lịch nhưng không muốn trở về nữa. Tây Đức đã không muốn thỏa mãn các yêu cầu này vì hiến pháp không cho phép.
Trong tuyên truyền, Đông Đức đã gọi bức tường này cũng như toàn bộ việc bảo vệ biên giới là "bức tường thành chống phát xít" (antifaschistischer Wall), bảo vệ nước Đông Đức chống lại việc "di dân, xâm nhập, gián điệp, phá hoại, buôn lậu, bán tống bán tháo và gây hấn từ phương Tây". Thực chất các hệ thống phòng thủ này chủ yếu là chống lại chính những người công dân của Đông Đức.

### Bức tường sụp đổ

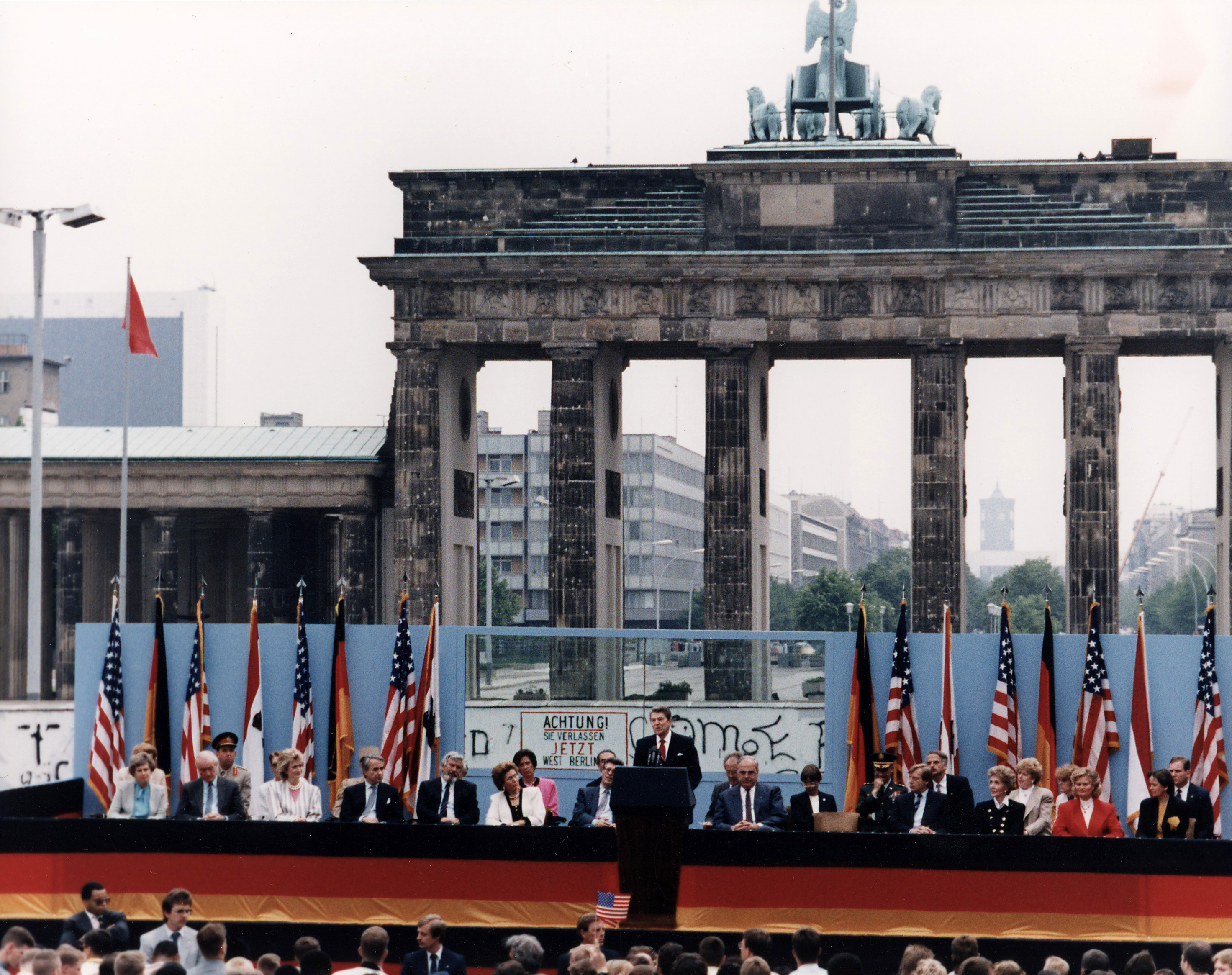
Tổng thống Hoa Kỳ Ronald Reagan đọc diễn văn trước Cổng Brandenburg ở giữa Bức tường Berlin ngày 12 tháng 6 năm 1987, mà trong đó ông thách thức nhà lãnh đạo Liên Xô Mikhail Sergeyevich Gorbachyov: "Hãy phá đổ bức tường này !"

Bức tường sụp đổ trong đêm thứ Năm ngày 9 tháng 11, sau hơn 28 năm. Dẫn đến việc mở cửa bức tường về một mặt là các cuộc biểu tình tuần hành rộng lớn và yêu cầu tự do đi lại trong Đông Đức trước kia, về mặt khác là việc "bỏ trốn Cộng hòa" (Republikflucht) liên tục của một số lớn người dân từ Đông Đức sang Tây Đức đi vòng qua nước ngoài như Hungary, nước đã mở cửa biên giới với Áo từ ngày 11 tháng 9 hay trực tiếp từ Tiệp Khắc từ đầu tháng 11 hoặc qua các đại sứ quán Đức tại các thủ đô của các quốc gia ở Đông Âu (trong đó là các đại sứ quán tại Praha và Warszawa).
Sau khi bản dự thảo cho Luật đi lại mới (Reisegesetz) được công bố vào ngày 6 tháng 11 vấp phải phản đối cực lực và lãnh đạo Tiệp Khắc bằng con đường ngoại giao ngày càng phản đối mạnh mẽ hơn việc công dân Đông Đức bỏ đi thông qua đất nước Tiệp Khắc, Bộ chính trị của Đảng Xã hội Chủ nghĩa Thống nhất Đức quyết định thay đạo luật mới bằng một quy định về việc ra nước ngoài. Một bản dự thảo cho quyết định này, có thêm phần về việc xuất ngoại để thăm viếng, được Bộ chính trị xác nhận và chuyển tiếp đến Hội đồng Bộ trưởng. Tại đấy, theo như dự tính thì bản dự thảo trình Hội đồng Bộ trưởng cần được hoàn thành và thông qua ngay trong ngày để có thể được công bố bắt đầu từ lúc 4 giờ ngày hôm sau thông qua hãng thông tấn xã nhà nước DNA. Thế nhưng trong quy trình thông qua đã có ý kiến phản đối từ Bộ Tư pháp. Song song với việc này, bản dự thảo trình Hội đồng Bộ trưởng được đưa ra bàn thảo vào buổi chiều ngày hôm đó trong Ủy ban Trung ương Đảng và được sửa đổi nhỏ. Phiên bản này của dự thảo được Egon Krenz trao cho thành viên của Bộ Chính trị Günter Schabowski, người vắng mặt trong các cuộc họp trước đó của Bộ chính trị và Ủy ban Trung ương Đảng, trước khi Schabowski tổ chức họp báo về kết quả của lần họp Ủy ban Trung ương Đảng.
Cuộc họp báo với Günter Schabowski trong Sở Báo chí/Trung tâm Báo chí Quốc tế trên đường Mohren (Mohrenstraße) số 38 tại Đông Berlin (hiện nay là một phần của Bộ Tư pháp Liên bang) được truyền hình trực tiếp và được nhiều người theo dõi, và chính là ngòi nổ mở cửa bức tường. Vào cuối cuộc họp báo vào lúc 18 giờ 57, gần như là việc phụ, Schabowski đọc từ tờ giấy được đưa cho ông bản dự thảo dành cho Hội đồng Bộ trưởng:
"Có thể làm đơn xin du lịch cá nhân ra nước ngoài mà không cần có điều kiện như lý do xuất ngoại hay quan hệ họ hàng. Giấy phép sẽ được cấp trong thời hạn ngắn. Các ban phòng có thẩm quyền về hộ chiếu và khai báo cư trú của các cơ quan Công an Nhân dân cấp huyện trong nước Đông Đức có thể nhanh chóng cấp giấy thông hành ra nước ngoài thường xuyên theo như chỉ thị. Có thể liên tục ra nước ngoài tại tất cả các cửa khẩu biên giới giữa nước Đông Đức và Tây Đức."
"Khi nào? Ngay lập tức?"

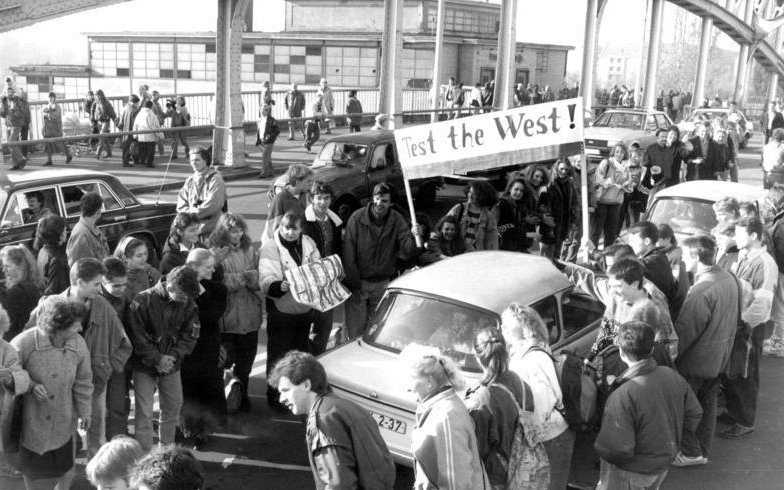
Tại một cổng trên cầu Bösebrücke, người dân phía Đông được chào đón khi qua bên phía Tây, 10 tháng 11 năm 1989

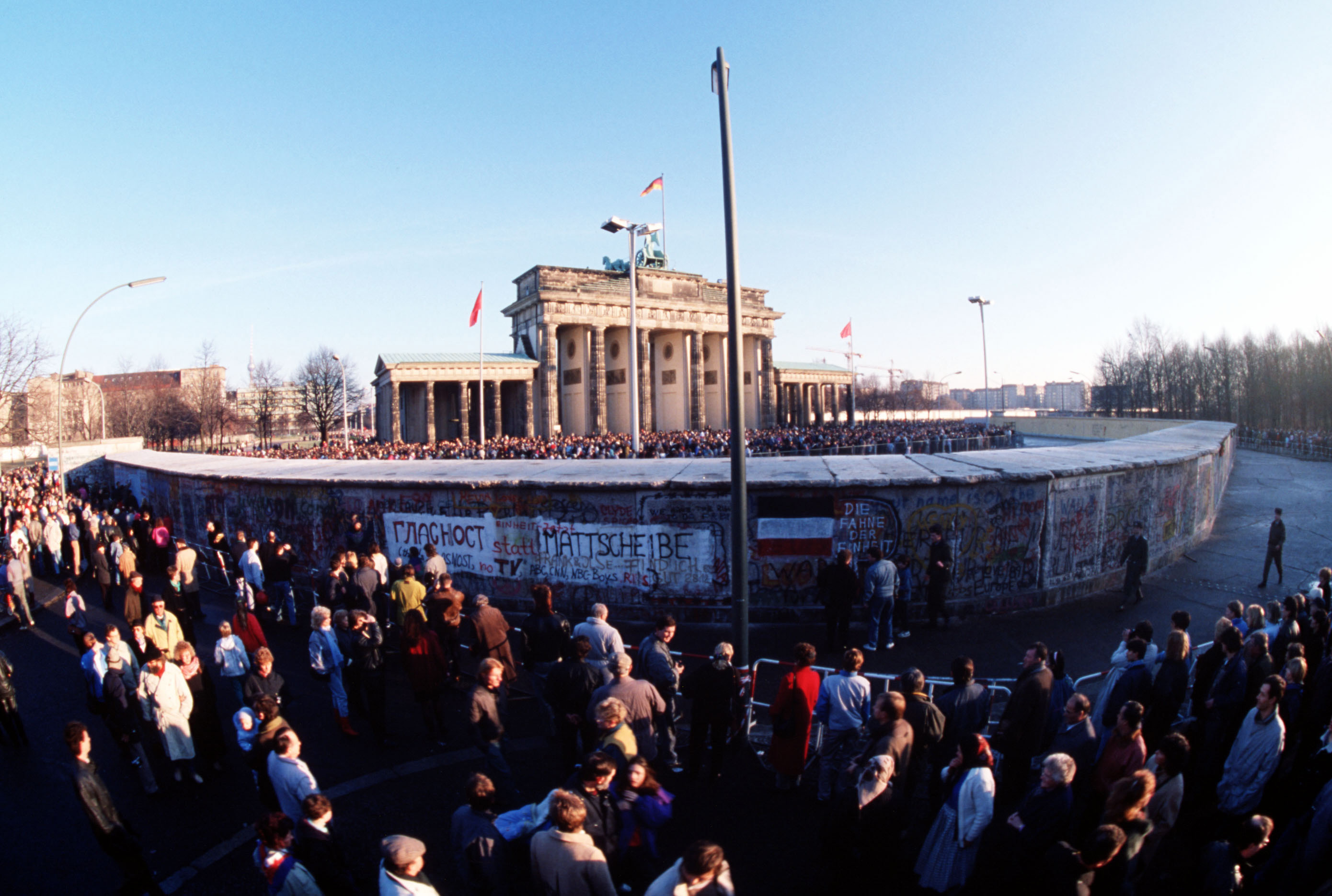
Người dân hai miền Đông-Tây, náo nức đợi chờ cổng chính thức mở cửa. Hình chụp ngày 1 tháng 12 năm 1989

Một nhà báo, Peter Brinkmann phóng viên thường trực của báo Bild tại Đông Đức, hỏi.
Schabowski (lục lọi trong chồng giấy tờ của ông):
"Theo như tôi biết – thì ngay lập tức, không chậm trễ".
(Trích dẫn theo Hans-Hermann Hertle, Katrin Elsner trong quyển "Mein 9. November", Nhà xuất bản Nicolai, Berlin,1999)
Dựa trên thông tin từ các đài truyền thanh và truyền hình của Tây Đức và Tây Berlin dưới tựa đề được diễn giải một cách sai lầm là "Bức tường đã mở!" hằng ngàn người dân Đông Berlin đã kéo đến các cửa khẩu và yêu cầu mở cổng. Vào thời điểm này, không những lực lượng biên phòng mà ngay cả các đơn vị kiểm tra hộ chiếu chịu trách nhiệm về thủ tục thuộc Bộ An ninh Quốc gia cũng hoàn toàn không được thông báo gì về vấn đề này. Dưới áp lực của số đông quần chúng, ngay sau 23 giờ, cửa khẩu biên giới tại đường Bornholm (Bornholmer Straße) ở Berlin được mở đầu tiên mà không có lệnh hay chỉ đạo cụ thể, sau đấy là các cửa khẩu khác trong thành phố Berlin cũng như tại biên giới nội địa Đức. Ngay tối khuya đó, nhiều người đã theo dõi việc mở các cửa khẩu biên giới qua truyền hình và một phần đã bắt đầu ra đi. "Cơn bão" bắt đầu vào sáng ngày hôm sau, ngày 10 tháng 11 năm 1989, vì rất nhiều người vẫn còn đang ngủ khi biên giới được mở vào giữa đêm khuya. Ngày 22 tháng 12 năm 1989, toàn bộ những cổng ngăn cách giữa bức tường được chính thức mở cửa.
Công dân Đông Đức đã được người dân Tây Berlin đón chào nồng nhiệt. Phần lớn các quán bia gần bức tường tự phát cho uống bia không phải trả tiền và trên đại lộ Kurfürstendamm là hàng đoàn ô tô bóp còi diễu hành, những người hoàn toàn xa lạ ôm choàng lấy nhau. Khi có thông tin về việc bức tường được mở cửa, Quốc hội Liên bang đã tạm ngừng phiên họp về ngân sách quốc gia và các nghị sĩ đã tự phát hát quốc ca. Mỗi người dân Đông Đức được chính phủ CHLB Đức tặng 100 DM khi qua cổng (lúc đó trị giá trên thị trường chợ đen là 1000 tiền Đông Đức, gần bằng 1 tháng lương trung bình), gọi là "tiền chào mừng".
Tiếp theo sự sụp đổ của Bức tường Berlin ngày 9 tháng 11 năm 1989, Đảng Xã hội chủ nghĩa thống nhất Đức mất đi đa số trong Quốc hội tại cuộc bầu cử ngày 18 tháng 3 năm 1990. Ngày 23 tháng 8 cùng năm, Quốc hội Đông Đức quyết định rằng lãnh thổ quốc gia này sẽ được đặt dưới hệ thống pháp luật của Cộng hòa Liên bang Đức và nước Đức tái thống nhất kể từ ngày 3 tháng 10 năm 1990.

### Di cư
Tổng cộng nửa triệu người Tây Đức sang Đông Đức, hầu hết trước khi bức tường Berlin được xây, con số này cũng bao gồm số người Đông Đức trở về xứ. Trong khi đó, 3,8 triệu người Đông Đức bỏ sang sống ở Tây Đức. Những người từ Tây sang Đông thường vì ý thức hệ, nghĩ là Đông Đức là một nước chống Phát xít, và nhất là khi đảng Cộng sản bị cấm hoạt động ở Tây Đức 1956. Riêng năm 1954, 75.000 người sang Đông Đức, tuy nhiên hơn phân nửa là những người trở về, những người mà trước đó từ Đông Đức sang. 35% nói là vì lý do gia đình, và 25% vì thất nghiệp đã lâu. Trong thời gian này, Đông Đức đã chiêu dụ với những hứa hẹn như được ưu tiên cấp chỗ cư trú, bảo đảm việc làm, được dễ dàng mượn tiền. Có những người chuyên quảng cáo về việc này, để mà nhập khẩu người làm đang thiếu ở Đông Đức. Tuy nhiên khi bức tường được xây, thì hầu như không còn ai muốn sang Đông Đức hết, vì họ biết là ra đi thì sẽ không được phép trở lại. Theo thống kê 1968, 1.500 người sang Đông Đức, 2/3 là những người trở về – bởi vì không ai sang Tây Đức cũng thỏa mãn với đời sống mới, một số nhớ nhà, khó hội nhập và thất vọng vì mong đợi quá cao. Còn những người sang vào thập niên 1970-80, đa số là được đảng Cộng sản Đức (Tây Đức) (DKP), thành lập năm 1968, gửi sang nghiên cứu về những lợi điểm của chủ nghĩa xã hội, một số khác là thành viên của "Rote-Armee-Fraktion" (RAF), được cơ quan an ninh Đông Đức cho trú ẩn tránh sự truy nã của Tây Đức.
Tuy nhiên cơ quan an ninh Đông Đức luôn nghi ngờ và theo dõi họ. Còn dân chúng thì lại không hiểu nổi, tại sao người Tây Đức lại sang bên này. Họ thường bị cho là có vấn đề trong xã hội hay là thân chế độ Cộng sản nắm quyền. Cho nên có sự cô lập về chính trị và xã hội dẫn đến sự di cư trở lại. Trước khi bức tường được xây, số trở về là hơn 50%. Nó chứng tỏ sự thất vọng về chính trị của những công dân mới ở Đông Đức.

## Cấu trúc hệ thống bảo vệ biên giới tại Berlin

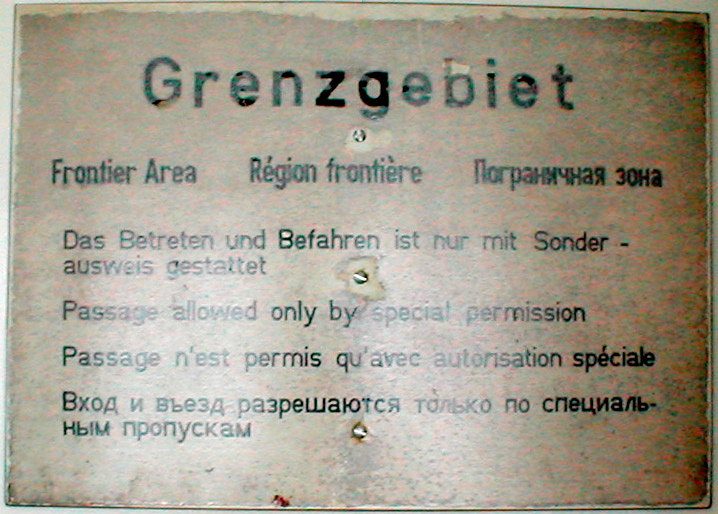
Biển cảnh báo tại vùng biên giới (Vùng biên giới, chỉ được phép vào với giấy phép đặc biệt.)

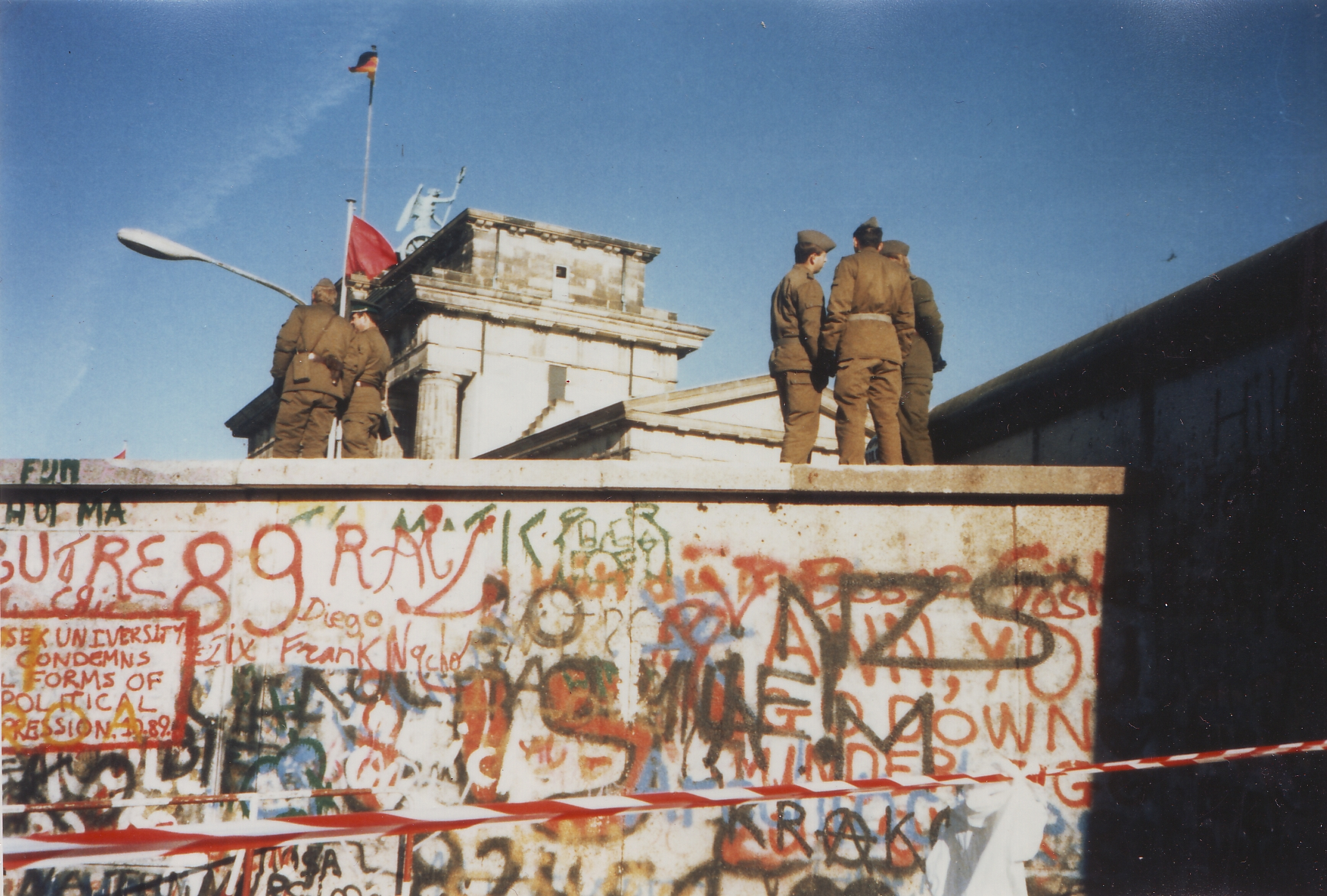
Lính Liên Xô đứng gác bức tường Berlin 1989

Bức tường Berlin được hoàn thiện bằng nhiều công trình rộng khắp ở cạnh biên giới với Tây Đức. Cũng như phần biên giới nội Đức còn lại, Bức tường Berlin được củng cố với nhiều hệ thống rộng lớn bao gồm hàng rào kẽm gai, hào, vật cản xe tăng, đường tuần tra và tháp canh. Chỉ riêng chó đặc nhiệm đã có khoảng 1.000 con đã được sử dụng cho đến đầu thập niên 1980. Các hệ thống này được liên tục mở rộng qua nhiều thập niên. Các ngôi nhà gần bức tường đều bị giật sập, dân cư trong các ngôi nhà đó đã bị bắt buộc di chuyển sang nơi khác trước đấy. Ngay cả Nhà thờ Hòa giải trên đường Bernau (Bernauer Straße) cũng bị giật sập vào ngày 28 tháng 1 năm 1985. Theo thông tin của Bộ An ninh Quốc gia trong mùa xuân 1989, hệ thống chung quanh Bức tường Berlin bao gồm:
- 41,91 km tường có chiều cao 3.60 m
- 58,95 km tường có chiều cao 3,40 m
- 68,42 km hàng rào bằng kim loại có chiều cao 2,90 m làm "vật cản trước"
- 161 km đường đi có hệ thống chiếu sáng
- 113,85 km hàng rào có hệ thống báo động
- 186 tháp canh
- 31 cơ sở chỉ huy

Trong tổng số 156,4 km biên giới với Tây Berlin, 43,7 km nằm trong thành phố Berlin và 112,7 km nằm trong tỉnh Potsdam. Có 63,8 km chạy qua khu vực có công trình xây dựng, 32 km xuyên qua vùng có rừng, 22,65 km qua đồng trống và 37,95 km nằm cạnh sông hay hồ.

### Cấu trúc
Vào thời gian cuối, hệ thống bảo vệ biên giới bao gồm (từ hướng của Đông Đức):
- Tường bê tông hay rào sắt cao khoảng từ 2 đến 3 mét
- Dưới đất là hệ thống phát tín hiệu báo động khi chạm vào
- Rào sắt cao hơn đầu người có gắn kẽm gai và dây báo động
- Ngoài ra nhiều đoạn còn có chó đặc nhiệm, hào cản xe cơ giới và cản xe tăng, chỉ được hủy bỏ sau khi Tây Đức cho vay hàng tỷ đồng DM.
- Đường đi có chiếu sáng về đêm cho lực lượng biên phòng
- Tháp canh (tổng cộng 302 tháp vào năm 1989)
- Bức tường Berlin
- Trước đấy là vài mét lãnh thổ của nước Đông Đức.

Hệ thống bảo vệ biên giới này có chiều ngang tổng cộng khoảng từ 30 m đến khoảng 500 m (ở Quảng trường Potsdam) tùy thuộc vào địa hình. Mìn và hệ thống súng bắn tự động không được lắp đặt ở Bức tường Berlin nhưng được gắn dọc theo biên giới nội Đức.

### Lực lượng bảo vệ

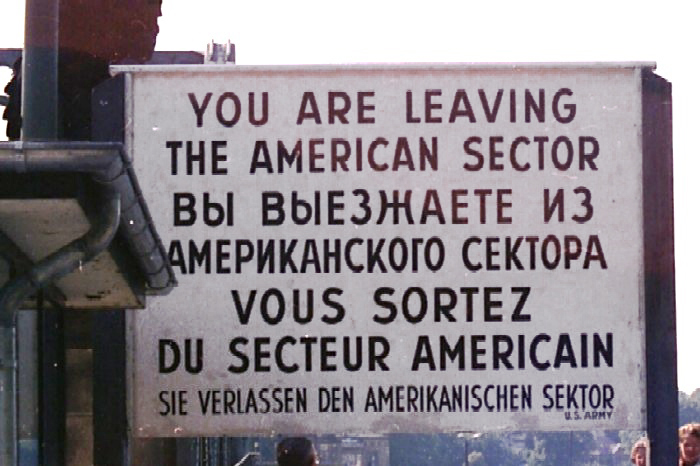
Biển cảnh báo hướng Tây Berlin (Bạn đang rời khỏi khu vực thuộc Hoa Kỳ)

Theo thông tin của Bộ An ninh Quốc gia (Đông Đức), lực lượng biên phòng của khu vực biên giới với Tây Berlin bao gồm 11.500 quân nhân và 500 nhân viên dân sự. Ngoài bộ tham mưu đóng ở Berlin-Karlshorst lực lượng này bao gồm 7 trung đoàn đóng tại Berlin-Treptow, Berlin-Pankow, Berlin-Rummelsburg, Hennigsdorf, Groß-Glienicke, Potsdam-Babelsberg và Kleinmachnow cũng như là 2 trung đoàn tập huấn tại Wilhelmshagen và Oranienburg.
Mỗi trung đoàn có 5 đại đội biên phòng, ngoài ra là mỗi một trung đội của các binh chủng công binh, truyền tin, vận tải, súng cối và pháo binh, súng phóng lửa và một đội chó đặc nhiệm. Ngoài ra còn có thể có một đại đội thuyền hải quân.
Lực lượng canh phòng biên giới có hơn 567 xe bọc thép chở quân, 48 súng cối, 48 đại bác chống tăng, 114 súng phóng lửa cũng như là 156 xe bọc thép hay xe công binh và 2.295 xe cơ giới khác. Ngoài ra là 992 chó đặc nhiệm.
Vào một ngày bình thường có khoảng 2.300 quân nhân nhận nhiệm vụ canh phòng trực tiếp tại biên giới và vùng cận biên giới.

### Cửa khẩu
Tại Bức tường Berlin có 25 nơi qua biên giới, 13 cửa khẩu cho đường ô tô, 4 cho tàu hỏa và 8 cửa khẩu đường sông, chiếm 60% tất cả các cửa khẩu biên giới giữa Đông Đức và Tây Đức. Sau khi hai nước Đức thống nhất tiền tệ vào ngày 1 tháng 7 năm 1990, toàn bộ các cửa khẩu biên giới nội địa Đức được hủy bỏ. Một vài phần còn lại được giữ làm kỷ niệm.

## Nạn nhân của Bức tường Berlin và những người bắn

### Nạn nhân

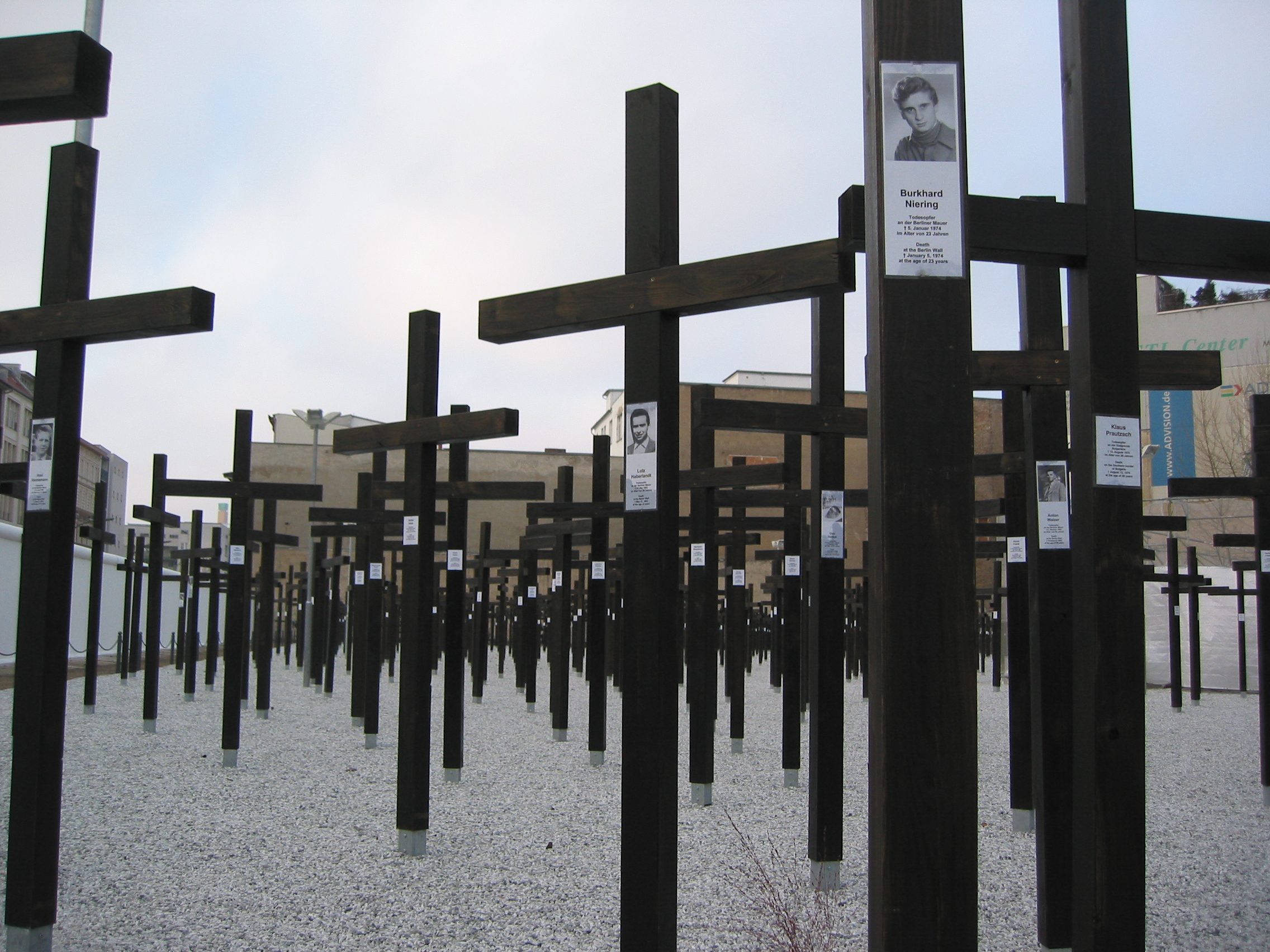
Đài tưởng niệm Tự do, tưởng niệm những nạn nhân của Bức tường Berlin, đã bị tháo gỡ vào năm 2005

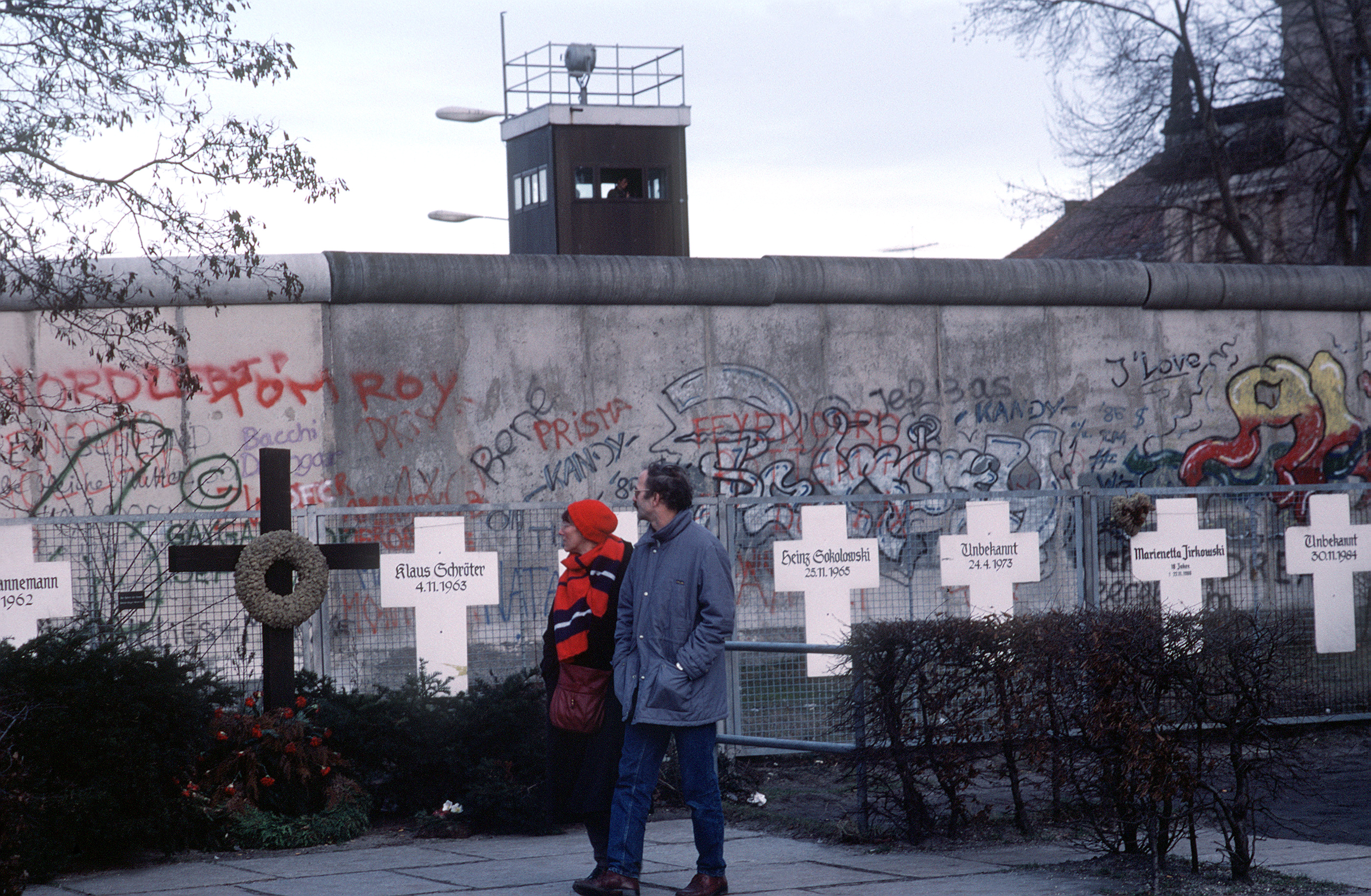
Tưởng nhớ các nạn nhân của Bức tường Berlin (ảnh chụp năm 1990)

Thông tin về con số những người chết tại Bức tường Berlin chứa nhiều mâu thuẫn và cho đến ngày hôm nay vẫn chưa chắc chắn vì những vụ việc này đã được Đông Đức che đậy một cách có hệ thống. Vào năm 2000 Viện công tố Berlin cho biết con số có thể minh chứng được của những nạn nhân đã chết vì bạo lực tại Bức tường Berlin là 86 người. Theo tin tức ghi nhận của tổ chức 13 tháng 8 thì số người bị thiệt mạng lên đến 1135. Theo sự điều tra của Staatsanwaltschaft văn phòng tổng kiểm sát trưởng của Berlin thì có 270 trường hợp các nạn nhân bị nhà cầm quyền Đông Đức hành hình, 421 người vượt tường bị quân đội Đức bắn chết.
Từ tháng 8 năm 2005 một dự án được Hội Bức tường Berlin (Verein Berliner Mauer) cùng với Trung tâm nghiên cứu lịch sử đương đại Potsdam tiến hành với mục đích điều tra con số chính xác của những nạn nhân bức tường và lịch sử của những nạn nhân này..
Nạn nhân đầu tiên của Bức tường là Ida Siekmann, người đã tử nạn khi nhảy từ cửa sổ của một căn nhà trên đường Bernau (Bernauer Straße) xuống vào ngày 22 tháng 8 năm 1961. Vào ngày 24 tháng 8 năm 1961 các phát súng đầu tiên đã bắn chết Günter Litfin, 24 tuổi, trong khi anh cố chạy trốn ở gần Nhà ga trên đường Friedrich. Trong năm 1966 hai trẻ em 10 và 13 tuổi đã bị bắn chết bởi 40 phát súng. Nạn nhân cuối cùng bị bắn chết là Chris Gueffroy vào ngày 6 tháng 2 năm 1989.
Theo nhiều dự tính, khoảng 75.000 người đã phải ra tòa án trong Đông Đức vì tội chạy trốn, tội mà theo điều 213 Bộ Luật hình sự nước Đông Đức có thể lãnh án đến 8 năm tù. Những ai giúp đỡ chạy trốn còn có thể bị án tù chung thân.

### Xử án những người bắn
Các vụ án xử những người ra lệnh bắn kéo dài cho đến mùa thu năm 2004. Thuộc vào trong số những người chịu trách nhiệm bị xử án là Erich Honecker, Chủ tịch Hội đồng Nhà nước và người kế nhiệm Egon Krenz, các thành viên của Hội đồng Quốc phòng Erich Mielke, Willi Stoph, Heinz Keßler, Fritz Streletz và Hans Albrecht, bí thư tỉnh Suhl, cũng như là một vài tướng lãnh như cựu chỉ huy lực lượng biên phòng (1979-1990), đại tướng Klaus-Dieter Baumgarten.
Tổng cộng có 35 người được trắng án, 44 người bị tù treo và 11 người lãnh án tù giam, trong đó Albrecht, Streletz và Kessler cũng như là Baumgarten đã lãnh án từ 4 năm 6 tháng đến 7 năm 6 tháng tù giam. Trong tháng 8 năm 2004 Hans-Joachim Böhme và Werner Lorenz, cựu thành viên của Bộ Chính trị, đã nhận án treo từ Tòa án Berlin (Landgericht Berlin).

## Tưởng niệm

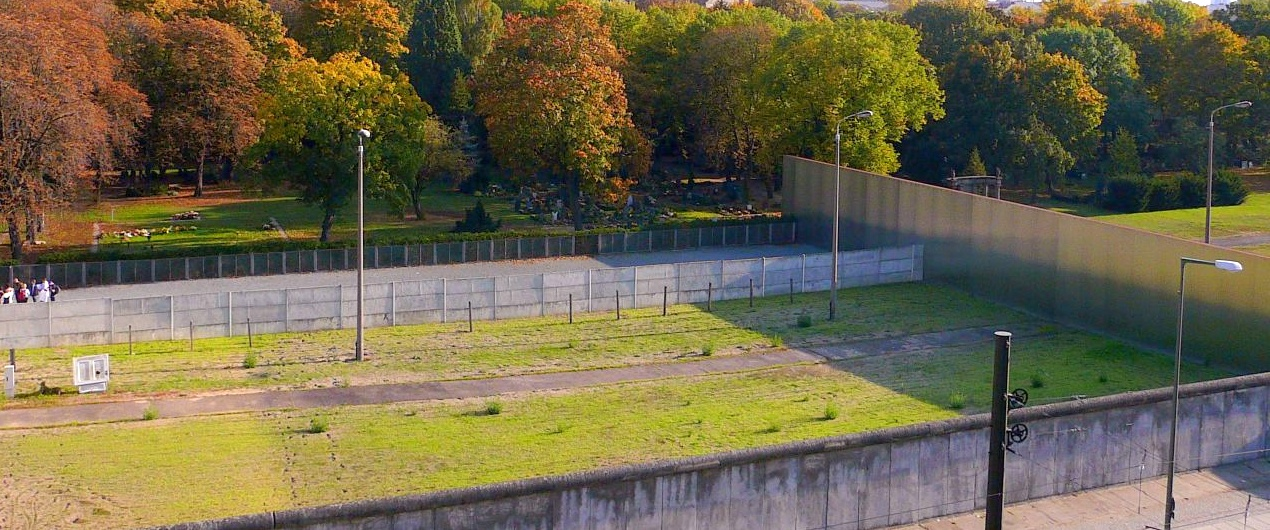
Một phần còn lại của Bức tường Berlin, được bảo tồn để tưởng niệm

### Viện bảo tàng Bức tường Berlin tại Checkpoint Charlie
Viện bảo tàng Bức tường ở Checkpoint Charlie ngay tại biên giới nội địa Đức ngày trước được nhà sử học Rainer Hildebrandt khai trương trong năm 1963 và do Cộng đồng Ngày 13 tháng 8 chịu trách nhiệm vận hành. Viện bảo tàng là một trong những viện bảo tàng có du khách đến tham quan nhiều nhất của Berlin. Viện trưng bày hệ thống bảo vệ biên giới, tư liệu về các cuộc chạy trốn thành công và các phương tiện đã được sử dụng để bỏ trốn như khinh khí cầu, ô tô hay một tàu ngầm nhỏ. Giám đốc hiện nay là góa phụ của người sáng lập, bà Alexandra Hildebrandt.

### Khu tưởng niệm Bức tường Berlin tại đường Bernau
Khu tưởng niệm Bức tường Berlin trên đường Bernau được hoàn thành vào cuối thập niên 1990 bao gồm đài tưởng niệm, Trung tâm tư liệu Bức tường Berlin và ngôi nhà thờ hòa giải.
Đài tưởng niệm xuất phát từ một cuộc thi đua do Liên bang tổ chức và được khánh thành vào ngày 13 tháng 8 năm 1998 sau nhiều cuộc tranh cãi gay gắt kéo dài. Trung tâm tư liệu do một hiệp hội vận hành và được khai trương vào ngày 9 tháng 11 năm 1999. Nhà thờ hòa giải của Cộng đồng hòa giải Tin Lành được khánh thành vào ngày 9 tháng 11 năm 2000 và được xây dựng trên nền móng của Nhà thờ hòa giải đã bị giật sập trong năm 1985.

### Đường mòn Bức tường Berlin
Bức tường Berlin ở Đức sau khi nó bị phá đổ năm 1989 đã không còn dấu vết. Để gợi nhớ di tích lịch sử này, năm 2007, người ta hoàn thành một tuyến đường cho xe đạp dọc theo bức tường dài 160 km xưa kia.
Tuyến đường này có tên Đường mòn Bức tường Berlin trị giá 6 triệu USD, nó vừa là một vành đai xanh vừa là công trình gợi lại một thời kỳ lịch sử của nước Đức. Dọc tuyến đường này có chừng 30 biển báo chỉ dẫn các di tích lịch sử. Theo ông M.Cramer, một chính trị gia ở Berlin và cũng là người đưa ra ý tưởng trên xây dựng đường mòn: "Bức tường Berlin là một phần của quá khứ và chúng ta không thể xóa bỏ nó. Đó không chỉ là lời nhắc nhở về sự chia cắt mà còn là ký ức về chuyện bức tường đã bị phá đổ một cách hòa bình như thế nào".

### Lễ kỷ niệm 20 năm
Ba vị cựu lãnh đạo của Chiến tranh Lạnh, George H. W. Bush, Helmut Kohl, và Mikhail Gorbachev, cùng có mặt tại Berlin ngày 31 tháng 10 năm 2009, để đánh dấu ngày đầu tiên cho một loạt lễ kỷ niệm sự sụp đổ của bức tường Berlin, mà cách đây 20 năm còn chia đôi thành phố này. Cả ba vị cựu lãnh đạo, vào khoảng thời gian đó đều là lãnh đạo của Hoa Kỳ, của Cộng hòa Liên bang Đức và của Liên Xô, và mỗi người trong trách nhiệm của mình, đã đóng góp vào sự sụp đổ của bức tường Berlin và từ đó đã đưa đến sự tái thống nhất nước Đức vào tháng 11 năm 1989, mà từ diễn tiến đó đã đưa đến sự kết thúc luôn của cuộc Chiến tranh Lạnh.
Cựu Thủ tướng Kohl, từng lãnh đạo nước Đức được tái thống nhất, trong các năm từ 1982 đến 1998, phải đi xe lăn, và phát biểu có phần khó khăn, tuyên bố: "Chúng tôi, người Đức, không có bao nhiêu điều để hãnh diện về lịch sử của chúng tôi. Nhưng chúng tôi có tất cả các lý do để được hãnh diện về sự tái thống nhất nước Đức." Cựu Tổng thống Bush, lãnh đạo Hoa Kỳ từ năm 1989-1993, cũng lên phát biểu trong buổi lễ đầy cảm động này, không quên nhắc lại hàng chục ngàn người dân Đông Đức đã không hề run sợ trước các sự đàn áp của chế độ Cộng sản Đông Đức, mà xuống đường trong nhiều tháng liền đòi hỏi sự đổi mới của đất nước, dẫn đến sự sụp đổ luôn của bức tường Berlin. Cựu Tổng thống Bush cũng nói tiếp: "Thật là một niềm vui khi được có mặt tại nơi đây cùng với các bạn lãnh đạo cũ của chúng tôi," và nhân đó ông đã nhiều lần ôm cựu Chủ tịch Gorbachev và cựu Thủ tướng Kohl, trong buổi lễ kéo dài hai tiếng đồng hồ, được tổ chức tại rạp hát Friedrich Strasse, nằm về phía Đông của Bức Tường cũ. Điều đáng nhấn mạnh ở đây, là các diễn tiến lịch sử mà chúng ta đang kỷ niệm ở đây bằng sự hiện diện của chúng ta, đã không hề được dàn xếp tại Bonn, Moskva hay Washington DC, mà từ trong các trái tim và khối óc của các người đã bị mất các quyền thiêng liêng của họ quá lâu rồi."
Cựu Tổng thống Bush, phải di chuyển bằng một chiếc gậy chống, tỏ ra vui mừng khi gặp lại được các nhà lãnh đạo cũ, phát biểu tiếp như sau: "Bức tường không thể nào xóa nhòa được giấc mơ của chúng ta, đó là một nước Đức duy nhất, một nước Đức tự do và một nước Đức hiên ngang." Cựu Chủ tịch Liên Xô Gorbachev, từng được giải Nobel Hòa bình vì sự đóng góp của ông vào việc kết thúc cuộc Chiến tranh Lạnh cùng với năm Bức Tường sụp đổ, tuyên bố rằng hai sự kiện trên đã đứng đầu một thập niên của sự xích lại giữa hai khối "mà những người anh hùng chính là dân chúng." Vị chủ tịch cuối cùng của Liên Xô nhấn mạnh tiếp: "Không có ai trong ba chúng ta muốn giành lấy các thành quả của các thế hệ tiền nhiệm," sau khi ngợi khen việc Tổng thống Bush đã giữ vững tay chèo của đất nước Hoa Kỳ, trong suốt thời kỳ lịch sử đó.
Khoảng 1.800 khách mời, trong đó có ba vị cựu lãnh đạo trên, còn có thủ tướng Đức vừa tái cử Angela Merkel, các cựu thủ tướng Hungary Miklos Nemeth và Balan Tadeus Mazowiecki, cùng hàng chục vị đại sứ, tham dự lễ kỷ niệm sự sụp đổ của Bức tường Berlin này, nằm trong lễ kỷ niệm kéo dài một tuần lễ cho đến ngày 9 tháng 11 năm 2009.

## Câu nói
"Sự tự do mang tới nhiều khó khăn và nền dân chủ có thể không hoàn hảo, nhưng chúng tôi chưa bao giờ phải xây một bức tường để giữ người dân của mình lại." - John F. Kennedy, phát biểu trong bài diễn văn Ich bin ein Berliner (Nguyên văn tiếng Anh: "Freedom has many difficulties and democracy is not perfect, but we have never had to put a wall up to keep our people in to prevent them from leaving us.").